# Габибов, Рафаэль Шарафат оглы
Рафаэль Шарафат оглы Габибов (азерб. Rəfael Şərafət oğlu Həbibov; 4 апреля 1964 — 7 июля 1992) — военнослужащий Вооружённых сил Республики Азербайджан, Национальный Герой Азербайджана (1994, посмертно).

## Биография
Родился Рафаэль Габибов 4 апреля 1964 года в городе Али-Байрамлы (ныне Ширван), Азербайджанской ССР. В 1981 году завершил обучение в городской средней общеобразовательной школе №4 города Али-Байрамлы. Через год в 1982 был призван на срочную военную службу в ряды Вооружённых сил Советского Союза. В 1984 году, окончив военную службу на Балтике, он поступил в Каунасское училище тыла. Окончив это училище, молодой офицер был направлен с назначением в одну из воинских частей в окрестностях Кутаиси, в Грузии. В 1986 году Рафаэля направили для прохождения службы в горячую точку, в Афганистан. Здесь в одном из боёв Габибов получил ранение. После излечения снова вернулся в строй и продолжил службу. За отвагу, проявленную в боях, награждён медалями, почетными грамотами. В 1988 году вернулся в Азербайджан, в город Баку. Армяно-азербайджанский конфликт в тот момент только начинался.
В 1991 году Азербайджанская Республика провозгласила свою независимость. Одним из первых офицеров национальной армии Азербайджана, которая начала формироваться с 1992 года, стал Рафаэль Габибов. 23 мая 1992 года Рафаэль Габибов в звании лейтенанта был направлен в Нагорный Карабах к местам военного конфликта. Он принимал активное участие в тяжёлых боях за села Тазакенд, Нарыштар, Зод, Ала-Гая, Чаректар, Агдабан, Чапар. В боях за Кельбаджар он вместе с экипажем вывел из строя вражескую бронемашину типа ПДМ-24. Отважный лейтенант, несмотря на полученное ранение, вновь бросился в бой. Благодаря его героизму несколько солдат армии Азербайджана были спасены. 7 июля 1992 года Рафаэль Габибов был смертельно ранен на поле боя.
Рафаэль не был женат.

## Память
Указом Президента Азербайджанской Республики № 202 от 16 сентября 1994 года Рафаэлю Гаджы Шарафат оглы Габибову было присвоено звание Национального Героя Азербайджана (посмертно).
Похоронен в городе Ширван на городском кладбище.
Средняя школа № 14, в которой учился Национальный Герой Азербайджана, носит имя Рафаэля Габибова. В городе установлен бюст Герою Азербайджана.